# Angola nos Jogos Olímpicos de Verão de 2020
Angola participou nos Jogos Olímpicos de Verão de 2020 em Tóquio. Foi a décima aparição da nação nos Jogos Olímpicos de Verão, com a excepção dos Jogos Olímpicos de Verão de 1984 em Los Angeles, devido ao seu apoio ao boicote soviético.

## Handebol

### Torneio feminino
A equipe feminina de handebol de Angola foi qualificada para os jogos Olímpicos, ganhando a medalha de ouro e a proteção absoluta de vaga na semifinal da 2018 Campeonato Africano em Brazavile, República do Congo.
Elenco da equipa
- Evento de equipe feminina - 1 equipe de 14 jogadores